# アーオルック郡
座標: 北緯8度22分39秒 東経98度43分18秒 / 北緯8.37750度 東経98.72167度
アーオルック郡（アーオルックぐん）はタイ南部クラビー県の郡の一つ。

## 歴史
アーオルック郡はアユタヤ朝王朝ムアン・ナコーンシータマラート国守時代から集落が建設され、現在のタムボン・ナーヌア周辺にクウェーン・パークラーオが形成されたことに始まる。この集落は古くからクウェーン・プカーサイの森にあった野象捕獲の柵の運営を行っていた。クウェーン・パークラーオは、その後タムボン・ナーヌアに郡庁舎を建設し、パークラーオ郡に改称した。初代の郡長はクン・マノーテップ（ขุนมโนทิพย์）。しかし、パークラーオ郡庁は集落の中心ではなく不便ということで、1917年に郡庁舎をタムボン・アーオルックタイに移動させ、木造二階建ての庁舎を建設した。同時に郡の呼称もアーオルック郡に改称した。2000年には二階建ての新庁舎を建設。2001年に落成した。

## 地理
アーオルック郡は北から時計回りにプラーイプラヤー郡、カオパノム郡、ムアンクラビー郡に接する。南西は、パンガー湾に面する。郡の西はパンガー県タッププット郡に接する。

## 観光
1998年9月30日に創設されたターンボークコラニー国立公園があり、104㎢の地域内に石灰岩のカルスト地形海岸丘や沖合の23島の島々を見ることができる。バンボトー村にはさらにピーフアイトー洞窟（「髑髏洞窟」の意味）があり、先史時代の洞窟壁画を見ることができる。

## 行政区分
アーオルック郡は9つのタムボンに分かれ、さらにその下位に51の村（ムーバーン）がある。郡内には2つのテーサバーン（自治体）があり、テーサバーンタムボン・アーオルックはタムボン・アーオルックタイとタムボン・アーオルックヌアの一部を管理している。また、テーサバーンタムボン・レームサックはタムボン・レームサックの一部を管理している。それ以外のそれぞれのタムボンはタムボン行政体により行政が行われている。  
| \| No. \| 名 \| タイ語 \| 村数 \| 人口 \| \| \| 1. \| タムボン・アーオルックタイ \| อ่าวลึกใต้ \| 7 \| 9,628 \| \| \| 2. \| タムボン・レームサック \| แหลมสัก \| 6 \| 5,905 \| \| \| 3. \| タムボン・ナーヌア \| นาเหนือ \| 7 \| 4,726 \| \| \| 4. \| タムボン・クローンヒン \| คลองหิน \| 5 \| 5,949 \| \| \| 5. \| タムボン・アーオルックノーイ \| อ่าวลึกน้อย \| 6 \| 5,729 \| \| \| 6. \| タムボン・アーオルックヌア \| อ่าวลึกเหนือ \| 5 \| 6,908 \| \| \| 7. \| クローン・カオヤイ \| เขาใหญ่ \| 5 \| 4,125 \| \| \| 8. \| タムボン・クローンヤー \| คลองยา \| 6 \| 3,579 \| \| \| 9. \| タムボン・バーン・クラーン \| บ้านกลาง \| 4 \| 4,625 \| \| |                              |           |      |       |  |
| No. | 名                           | タイ語    | 村数 | 人口  |  |
| 1. | タムボン・アーオルックタイ   | อ่าวลึกใต้   | 7    | 9,628 |  |
| 2. | タムボン・レームサック       | แหลมสัก    | 6    | 5,905 |  |
| 3. | タムボン・ナーヌア           | นาเหนือ    | 7    | 4,726 |  |
| 4. | タムボン・クローンヒン       | คลองหิน    | 5    | 5,949 |  |
| 5. | タムボン・アーオルックノーイ | อ่าวลึกน้อย  | 6    | 5,729 |  |
| 6. | タムボン・アーオルックヌア   | อ่าวลึกเหนือ | 5    | 6,908 |  |
| 7. | クローン・カオヤイ           | เขาใหญ่    | 5    | 4,125 |  |
| 8. | タムボン・クローンヤー       | คลองยา    | 6    | 3,579 |  |
| 9. | タムボン・バーン・クラーン   | บ้านกลาง   | 4    | 4,625 |  |

## 注脚
1. ↑  ”อำเภออ่าวลึก  จังหวัดกระบี่” amphoe.com